# Neopinnaspis travancorensis
Neopinnaspis travancorensis är en insektsart som först beskrevs av Karl Hermann Leonhard Lindinger 1911.  Neopinnaspis travancorensis ingår i släktet Neopinnaspis och familjen pansarsköldlöss. Inga underarter finns listade i Catalogue of Life.